# Ilias Kamardine
Ilias Kamardine (Marsiglia, 1º ottobre 2003) è un cestista francese.

## Carriera

### Nazionale
Nel 2022 ha partecipato, con la Francia under 20, agli Europei di categoria, conclusi al quinto posto finale. Nel 2023 ha invece vinto la medaglia d'oro, venendo anche nominato MVP del torneo.Il va participer au Skills Challenge lors du All Star Game 2023